# فيليس بنتلي
فيليس بنتلي (بالإنجليزية: Phyllis Bentley)‏‏ (19 نوفمبر 1894 في هاليفاكس - 27 يونيو 1977 ) روائية، وصحفية، وكاتبة سير ذاتية من المملكة المتحدة.

## الجوائز
- نيشان الامبراطورية البريطانية من رتبة ضابط
- زميل في الجمعية الملكية للأدب

## روابط خارجية
- فيليس بنتلي على موقع IMDb (الإنجليزية)
- فيليس بنتلي على موقع ميوزك برينز (الإنجليزية)
- فيليس بنتلي على موقع ديسكوغز (الإنجليزية)
- فيليس بنتلي على موقع كينوبويسك (الروسية)